# USA Ultimate
USA Ultimate est un organisme à but non lucratif faisant office d’organe directeur de l’ultimate (aussi connu comme l’ultimate frisbee ou l’ultimate disque) aux États-Unis. Cette fédération a été fondée en 1979 sous le nom d’Ultimate Players Association (UPA), elle se rebaptise USA Ultimate, le 25 mai 2010.

## Généralité
Sa mission est de promouvoir l’ultimate aux États-Unis par le renforcement et la promotion à travers l’esprit du jeu, les compétitions et la communauté.
Un des principaux objectifs d’USA Ultimate est de sanctionner certains tournois qui ont lieu tout au long de l’année dans trois divisions (les clubs, les universités, la jeunesse) et valide les tournois de championnat à la fin des saisons respectives. En 2008, lors du 40e anniversaire de la naissance de l’ultimate, USA Ultimate a adopté un plan stratégique quinquennal avec la participation de joueurs d’ultimate à travers les États-Unis, dans le but de faciliter la croissance et l’évolution du sport pour les quarante prochaines années.

### Championnat des clubs
La Division Club est subdivisée en Open, Femmes, Mixte et divisions Masters, qui ont leur saison à l’automne. Le premier championnat national a eu lieu en 1979 à State College en Pennsylvanie. La division féminine a été ajoutée en 1981. Les divisions Master Open, et Master féminin ont été ajoutés en 1991 ; la division Master féminin a été abandonnée en 1997. La Division mixte a été ajoutée en 1998. Au cours des dernières années, le tournoi des clubs a eu lieu à Sarasota en Floride, et USA Ultimate semble avoir trouvé là son lieu de prédilection.

### Championnat universitaire
La division universitaire est subdivisé en divisions « open » et « femmes », qui ont leur saison au printemps. Plus de 300 équipes en « open » et 200 équipes « femmes » ont participé au Championnat universitaire en 2005. La division Open College a d’abord eu lieu en 1984 à Somerville et a été remporté par l’université Stanford. La Division féminine universitaire a été ajouté en 1987.

### Championnat de la jeunesse
À l’origine, le championnat national de la jeunesse a été simplement une compétition inter-lycée fondée sur les lignes directrices qui déterminent combien de joueurs doivent être d’un lycée. Au début du XXIe siècle, USA Ultimate le réoriente vers un véritable championnat du secondaire, qui est lancé en 1998 à Maplewood.
En 2005, deux modifications importantes ont été apportées : Le championnat du secondaire est divisé en Conférence Est et Conférence Ouest, divisée par le fleuve Mississippi, tenue en mai de chaque année, et un Championnat de la jeunesse des clubs a été créée, par équipes de clubs assemblés à partir de différentes villes ou régions à travers l'Amérique du Nord, qui se tient en août chaque année au National Sports Center à Blaine.

### Autre
En plus du championnat, d’autres programmes existent, telles que subventions à l’innovation qui sont remises aux organisations locales d’ultimates qui sollicitent un financement pour des programmes spéciaux.
USA Ultimate est dirigée par un conseil de douze personnes du Conseil d’administration qui est élu par les membres ; le mandat d'un administrateur est de trois ans, en rotation de façon que quatre sièges sont en élection chaque année civile. Au moins un représentant est élu dans chacune des six régions USA Ultimate (Nord-Est, Centre-Atlantique, Sud, Centre, Sud-Ouest, Nord-Ouest) avec les six autres élus de l'ensemble des membres. Le conseil d’administration est responsable de l’embauche et de la supervision de la directrice générale, la budgétisation, la planification stratégique et les propositions envisagées, des politiques et des modifications de règles.
Plus de 63 000 personnes sont actuellement membres d’USA Ultimate. La fédération est membre de la Fédération mondiale de disque-volant (WFDF), l'organisme international régissant les sports de disque-volant (frisbee).